# 瑞穂市立牛牧小学校
瑞穂市立牛牧小学校（みずほしりつ うしきしょうがっこう）は、岐阜県瑞穂市にある小学校。

## 通学区域
- 通学区域は十九条、牛牧、野田新田、野白新田、祖父江、宝江、東結、犀川、稲里の一部である。公立中学校の進学先は瑞穂市立穂積中学校である[1]。

## 沿革
- 1873年（明治6年）9月 - 本巣郡十九条村、牛牧村、野田新田と共同で圓龍寺に耕文学校が創立される。
- 1885年（明治18年） - 祖父江村が校区に編入され、五六小学校に改称する。
- 1886年（明治19年） - 簡易科、尋常科が設置されたが、校舎が手狭なため、簡易科を祖父江村、尋常科を牛牧村に設置し、2校に分離する。
- 1891年（明治24年） - 濃尾地震により校舎倒壊。
- 1892年（明治25年） - 2校を統一し、現在地に新校舎が完成する。
- 1896年（明治29年） - 長良川、揖斐川の洪水により校舎が流出する。
- 1897年（明治30年） -
  - 校舎を再建。緊急の再建であり校舎が手狭であった。そのため、一部の生徒（祖父江村）は安八郡墨俣町の墨俣小学校（現・大垣市立墨俣小学校）への通学に変更される。
  - 牛牧村、十九条村、祖父江村、野畠村が合併して牛牧村となる。
- 1909年（明治42年） - 校舎が増築され、旧祖父江村の生徒も通学可能となる。
- 1937年（昭和12年） - 高等科が設置され、牛牧尋常高等小学校に改称する。
- 1941年（昭和16年）4月 - 牛牧村立牛牧国民学校と改称。
- 1947年（昭和22年）4月 - 牛牧村立牛牧小学校と改称。
- 1947年（昭和22年） - 組合立瑞穂中学校（現・瑞穂市立穂積中学校）牛牧分校が設置される（翌年まで）。
- 1954年（昭和29年） - 穂積町、牛牧村、本田村、生津村（一部）が合併し、穂積町となる。これにより、穂積町立牛牧小学校になる。
- 1957年（昭和32年）7月 - 巣南村（後の巣南町、現・瑞穂市）の一部（宝江地区）が穂積町に編入される。宝江地区は巣南村立南小学校（現瑞穂市立南小学校）から牛牧小学校の校区となる。
- 1969年（昭和44年） - 現在の校舎が完成。
- 1989年（平成元年） - 現在の体育館が完成。
- 2000年（平成12年） - 特別支援学級（けやき）を開設。
- 2003年（平成15年） - 穂積町と巣南町が合併し、瑞穂市となる。これにより瑞穂市立牛牧小学校に改称する。
- 2016年（平成28年） - 校舎を増築する。

## 所在地
- 岐阜県瑞穂市牛牧1523
瑞穂市の南西部に位置する。
国道21号牛牧野畑交差点南100m。

## 交通機関
- みずほバス
牛牧・十七条線「下牛牧南」バス停下車、徒歩約8分